# Galusha Pennypacker
Galuchat Pennypacker (né le 1er juin 1844 et mort le 1er octobre 1916) est un général de l'Union pendant la guerre de Sécession. Il est la plus jeune personne à avoir obtenu le grade de général de brigade dans l'armée américaine, à l'âge de 20 ans.

## Biographie
Pennypacker est né à Valley Forge en Pennsylvanie. Son père a participé à la guerre américano-mexicaine (1846-1848), son grand-père a lui participé à la guerre d'indépendance des États-Unis (1775-1783).
À l’âge de 16 ans il est enrôlé en tant que quartier-maître sergent dans le 9e régiment d’infanterie. En octobre 1861, il est nommé major dans le 97e de Pennsylvanie, pour lequel il a contribué à recruter une troupe d’hommes. Lui et son régiment se font remarquer en Géorgie à Fort Pulaski ainsi que lors de batailles autour de Charleston. En 1864, son régiment est muté en Virginie où il prend part à la campagne de Bermuda Hundred. Cela sous le commandement du général-major Benjamin Butler. C'est lors de cette campagne qu'il est blessé à la bataille de Ware Bottom Church.
Après la bataille de Cold Harbor et durant le siège de Petersburg, le 15 août 1864, il est nommé colonel de son régiment. Il assure alors le commandement de la 2e brigade, 2e division du dixième corps de l’armée de St James. Il est à nouveau blessé non loin de Fort Gilmer alors qu’il participait avec sa brigade à la bataille de New Market Heights. Sa brigade fut alors rattachée à fort Fisher sous l’autorité d’Alfred Terry.
Le fait d’armes remarquable de Pennypacker eut lieu lors de la seconde bataille de Fort Fisher, le 15 janvier 1865, lorsqu’il est encore grièvement blessé. Sa blessure est considérée comme mortelle et le général Alfred Terry promit alors au jeune officier une promotion pour sa conduite du jour. Le général Terry qualifie alors Pennypacker de « véritable héros de Fort Fisher » et rappelle souvent que sans sa bravoure le fort aurait été sans aucun doute pris par l’ennemi. Ce n’est que bien plus tard qu’il reçut la médaille d’honneur.
Il reçut également le grade de brigadier général le 15 janvier 1865. Il lui fallut 10 mois d’hôpital pour se remettre de ses blessures et le 18 février 1865, il devint donc à 20 ans et reste à ce jour, le plus jeune officier à obtenir le grade de général de l’armée des États-Unis. Il fut nommé au grade de général major volontaire le 13 mars 1865. Lui et George Armstrong Custer, les deux plus jeunes généraux pendant la guerre civile, étaient également cousins au 5e degré, tous deux descendants de Paulus Kuster (1643-1707). Il était également le cousin de Benjamin Prentiss.
Après la guerre civile, Pennypacker resta au sein de l’armée et servit à la frontière en tant que colonel du 34e d’infanterie de l’armée américaine. Il fut ensuite transféré au 16e d’infanterie qu’il commanda jusqu'à sa retraite en juillet 1883.
Il reçoit la promotion de général-major dans l’armée régulière le 2 mars 1867. Il meurt le 16 octobre 1916 à Philadelphie en Pennsylvanie et est enterré au cimetière national de Philadelphie.

## Source
- (en) Cet article est partiellement ou en totalité issu de l’article de Wikipédia en anglais intitulé « Galusha Pennypacker » (voir la liste des auteurs).